# ألعاب مكابيه 1935

شعار ألعاب مكابيه 1935.

ألعاب مكابيه 1935 (بالعبرية: המכביה השנייה)، وتعرف أيضا باسم أولمبياد ألياه، كانت النسخة الثانية من دورة ألعاب مكابيه ولقد عقدت في الفترة من 2 أبريل 1935 إلى 10 أبريل 1935 في تل أبيب في فلسطين. أقيمت المباريات على الرغم من المعارضة الرسمية من قبل حكومة الانتداب البريطاني. شاركت 28 دولة و1350 رياضي.

## الفعاليات
| - ألعاب القوى - سباق الدراجات الهوائية - إطلاق السهم - الجودو | - سباق الدراجات النارية - سباق السيارات - التجديف - السباحة | - كرة الطائرة - رفع الأثقال |

## الدول التي شاركت
| - النمسا - بلجيكا - بلغاريا (350) - تشيكوسلوفاكيا - Free City of Danzig - الدنمارك - مصر | - Eretz Yisrael - إستونيا - فرنسا - ألمانيا (134) - اليونان - هنغاريا - إيطاليا | - لاتفيا - ليبيا - ليتوانيا - المغرب - هولندا - بولندا - رومانيا | - جنوب أفريقيا - سوريا - سويسرا - تركيا - المملكة المتحدة - الولايات المتحدة - يوغوسلافيا |

## الدول التي شاركت لأول مره
| - بلجيكا - إستونيا - هنغاريا - إيطاليا | - لاتفيا - ليبيا - المغرب - هولندا | - تركيا - جنوب أفريقيا |

## جدول الميداليات
| الترتيب | منتخب                   | ذهبية | فضية | برونزية | المجموع |
| ------- | ----------------------- | ----- | ---- | ------- | ------- |
| 1       | النمسا                  | -     | -    | -       | -       |
| 2       | ألمانيا                 | -     | -    | -       | -       |
| 3       | Eretz Yisrael/Palestine | -     | -    | -       | -       |

## روابط خارجية
غير رسمي
- ملخصات لكل ألعاب مكابيه
- المكتبة اليهودية